# Martin Dvořák (politik)
Martin Dvořák (* 11. listopadu 1956 Praha) je český politik, diplomat, ekonom, publicista a od května 2023 ministr pro evropské záležitosti ve vládě Petra Fialy. V letech 2021 až 2023 byl náměstkem ministra zahraničních věcí ČR. V letech 1990 až 1998 byl primátorem města Hradec Králové za Občanské fórum a později za ODA. V současnosti je členem hnutí STAN.

## Život
Narodil se sice v Praze, ale celá rodina se brzy přestěhovala do Pardubic, kde absolvoval základní devítiletou školu a čtyřleté humanitní gymnázium. Po prvním neúspěšném pokusu o přijetí na DAMU v Praze si doplnil vzdělání na dvouleté Střední škole společného stravování v Turnově. Po jejím absolvování a dalším neúspěšném pokusu vystudovat divadelní dramaturgii byl přijat na Vysokou školu ekonomickou v Praze (obor finance), kterou ukončil v roce 1982.
V roce 2016 mu byla řádem milosrdných bratří udělena Cena Celestýna Opitze za vzor v péči o nemocné a potřebné za jeho humanitární a rozvojovou činnost v Kosovu a Iráku, a za celoživotní postoj vůči službě lidem a společnosti. V roce 2023 získal za argumentaci pro ratifikaci Istanbulské úmluvy cenu Genderman.

## Politické působení
Odmítal vstoupit do komunistické strany a od roku 1988 se účastnil většiny akcí vystupujících proti komunistickému režimu, což se projevilo i v jeho pracovním zařazení. Hned v listopadu 1989 s přáteli založil královéhradecké Občanské fórum. V březnu 1990 byl kooptován do funkce místopředsedy Okresního národního výboru v Hradci Králové. V listopadových komunálních volbách 1990 zvítězila Hradecká demokratická koalice a nové zastupitelstvo jej 10. prosince 1990 zvolilo poprvé do funkce primátora Hradce Králové. V obecních volbách v roce 1994 se mu jako členovi ODA, jež jako mnohé politické strany vzešla z Občanského fóra, podařilo funkci primátora obhájit. V roce 1998 však z této strany vystoupil pro nesouhlas se způsobem, jímž ODA řešila problémy se svým financováním. Jako královéhradecký primátor byl v letech 1992–1996 i členem předsednictva a v letech 1994–1996 místopředsedou Svazu měst a obcí České republiky.
V září 1998 byl odvolán z funkce primátora a o měsíc později byl zvolen předsedou nově vzniklé Volby pro město (VPM), která byla založena jako politická strana komunální orientace. V komunálních volbách 1998 získal nejvyšší počet preferenčních hlasů a VPM se stala se 22 % voličských hlasů druhou nejsilnější stranou ve městě, ale tento výsledek nestačil k získání míst v městské radě, a VPM tak skončila v opozici.
V létě 1999 byl vyzván Radou Evropy k účasti na administrativní misi OSN v Kosovu (UNMIK), kde působil postupně jako administrátor měst Istog/Istok a Gjakova/Djakovica a krátkou dobu také jako ředitel odboru rozvoje místní samosprávy v regionu Pejë/Peč. Po návratu z mise se věnoval přípravě komunálních a senátních voleb v Hradci Králové, v nichž rovněž kandidoval. Při volbách do Senátu v obvodu č. 45 postoupil do druhého kola, ve kterém však utrpěl porážku od svého protikandidáta, senátora Karla Bartáka. V komunálních volbách naopak získal největší množství preferenčních hlasů a z desátého místa na kandidátce postoupil na její první příčku a stal se i po čtvrté členem zastupitelstva města.
Od července 2003 působil v Iráku, kde jako jeden z českých expertů v rámci Přechodné koaliční správy (CPA) pracoval nejprve v Basře na ustavení místní samosprávy v jižní části Iráku a posléze byl přizván do administrativního týmu Rady pro mezinárodní koordinaci (CIC) v Bagdádu, kde pracoval jako zástupce ředitele odboru pro koordinaci dárců. Od 1. dubna 2004 je zaměstnancem ministerstva zahraničí ČR. Od ledna 2005 do července 2009 pracoval jako obchodní rada na zastupitelském úřadě ČR v USA ve Washingtonu. V letech 2009 až 2012 byl ředitelem Odboru dvoustranných ekonomických vztahů a podpory exportu/ODEV na MZV.
V komunálních volbách v roce 2010 byl zvolen zastupitelem Hradce Králové, když vedl kandidátku strany Volba pro město. Na mandát zastupitele rezignoval v prosinci 2012, jelikož byl v září téhož roku jmenován generálním konzulem ČR v New Yorku. V této pozici působil až do roku 2017, kdy byl jmenován mimořádným a zplnomocněným velvyslancem ČR v Kuvajtu. Své funkce se ujal v září 2017.
Ve volbách do Poslanecké sněmovny PČR v roce 2021 kandidoval jako člen hnutí STAN v Královéhradeckém kraji na 5. místě kandidátky uskupení Piráti a Starostové. Mandát poslance ale nezískal, nicméně se stal prvním náhradníkem. V prosinci 2021 byl jmenován politickým náměstkem ministra zahraničních věcí ČR Jana Lipavského.
V komunálních volbách v roce 2022 kandidoval do zastupitelstva Hradce Králové z posledního 37. místa kandidátky hnutí STAN, ale neuspěl.
Po odchodu ministra pro evropské záležitosti Mikuláše Beka na ministerstvo školství přijal Dvořák v dubnu 2023 nabídku ho ve funkci nahradit a 4. května 2023 tak byl prezidentem Petrem Pavlem jmenován ministrem, který převzal agendu evropských záležitostí.
V lednu 2025 oznámil, že nebude ve volbách do Poslanecké sněmovny PČR na podzim 2025 kandidovat. Nicméně připustil možnou kandidaturu ve volbách do Senátu PČR v roce 2026 v obvodu č. 45 – Hradec Králové. V květnu 2025 byl zvolen členem předsednictva hnutí STAN.

## Politické postoje
Jako český velvyslanec v emirátu Kuvajt, který neuznává existenci Izraele, zveřejnil selfie s vlajkou Izraele a popiskem „stojím za Izraelem“. Stalo se tak v reakci na izraelsko-palestinské střety v květnu 2021. Kuvajtská diplomacie si následně Dvořáka předvolala a ten později v otevřeném dopise vyjádřil své „extrémní výčitky“ a omluvil se „všem Kuvajťanům a Palestincům“ za nedostatek respektu vůči „nevinným palestinským obětem“.
V rozhovoru pro Seznam Zprávy Dvořák kritizoval „špínu“, kterou provádí „Orbánův režim“ v Maďarsku.
V souvislosti s válkou Izraele s Hamásem v listopadu 2023 uvedl, že ho děsí rostoucí projevy antisemitismu v mnoha evropských městech.